# Corcuera
Corcuera is een gemeente in de Filipijnse provincie Romblon op het eiland Simara. Bij de laatste census in 2007 had de gemeente bijna 11 duizend inwoners.

## Geografie

### Bestuurlijke indeling
Corcuera is onderverdeeld in de volgende 15 barangays:
| - Alegria - Ambulong - Colongcolong - Gobon - Guintiguiban - Ilijan - Labnig - Mabini | - Mahaba - Mangansag - Poblacion - San Agustin - San Roque - San Vicente - Tacasan |

## Demografie
Corcuera had bij de census van 2007 een inwoneraantal van 10.883 mensen. Dit zijn -89 mensen (-0,8%) meer dan bij de vorige census van 2000. De gemiddelde jaarlijkse groei komt daarmee uit op -0,11%, hetgeen lager is dan het landelijk jaarlijks gemiddelde over deze periode (2,04%). Vergeleken met de census van 1995 is het aantal mensen met 1.225 (12,7%) toegenomen.

De bevolkingsdichtheid van Corcuera was ten tijde van de laatste census, met 10.883 inwoners op 28,53 km², 338,5 mensen per km².